# Graffenrieda ottoschulzii
Graffenrieda ottoschulzii är en tvåhjärtbladig växtart som först beskrevs av Ignatz Urban och Erik Leonard Ekman, och fick sitt nu gällande namn av Ignatz Urban och Erik Leonard Ekman. Graffenrieda ottoschulzii ingår i släktet Graffenrieda och familjen Melastomataceae. Inga underarter finns listade i Catalogue of Life.